# Sillage de données
Le terme sillage de données fait référence aux traces laissées par les activités d’un internaute lors de la navigation en ligne. Une énorme quantité de données sont ainsi générées, souvent à l'état brut. Ces données (qui prennent la forme de cookies, fichiers temporaires, fichiers journaux) peuvent servir à l’amélioration de son expérience en ligne (par exemple la personnalisation de contenu). Mais offrant un aperçu précieux des habitudes d’un internaute, ces données sont également de valeur à des fins commerciales.
À la différence du contenu primaire, ces données ne sont pas activement créées par l’internaute, qui souvent ne se rend pas même compte de leur existence. Par exemple, une banque considérait comme primaires toutes les données en lien avec les montants et les destinataires de transactions, alors que les données secondaires comprendraient le pourcentage de transactions effectuées à un guichet automatique au lieu d'une banque proprement dite.